# Portunion salvatoris
Portunion salvatoris là một loài chân đều trong họ Entoniscidae. Loài này được Kossmann miêu tả khoa học năm 1881.